# Malacomeles
Malacomeles je ime za biljni rod grmova i drveća iz porodice ružovki (Rosaceae). Pripada mu 5 vrsta rasprostranjenih od Teksasa na sjeveru, preko Meksika na jug do Gvatemale.
Rod je opisan u Annales Générales d'Horticulture 23(7–9): 156. 1880[1882].

## Vrste
1. Malacomeles denticulata (Kunth) Decne.
2. Malacomeles nervosa (Decne.) G.N.Jones
3. Malacomeles paniculata (Rehder) J.B.Phipps
4. Malacomeles pringlei (Koehne) B.L.Turner
5. Malacomeles psilantha (C.K.Schneid.) B.L.Turner

## Sinonimi
- Nagelia Lindl.; Bot. Reg. (1845) Misc. 40 (nec Rabenhorst (1844))
- Cotoneaster sect. Malacomeles Decne., bazionim